# Joel the Lump of Coal
"Joel the Lump of Coal" é uma canção da banda americana de rock The Killers, que contou com a participação do apresentador e comediante Jimmy Kimmel. Este single foi lançado em 1 de dezembro de 2014. Esta música marca o novo ano consecutivo que o grupo libera uma canção de natal e, assim como os demais lançamentos deste tipo, todos os lucros foram destinados a organizações de combate a AIDS ligados a campanha Product Red.

## Faixas
| Download digital |                         |         |  |
| N.º              | Título                  | Duração |  |
| 1.               | "Joel the Lump of Coal" | 3:58    |  |

## Tabelas musicais
| Paradas (2014)                                          | Melhor posição |
| ------------------------------------------------------- | -------------- |
| Estados Unidos (Billboard Hot Rock & Alternative Songs) | 27             |
| Reino Unido (Official Charts Company)                   | 160            |